# XX Universiade
La XX Universiade estiva (Universiada de 1999) si è svolta a Palma di Maiorca, in Spagna, dal 3 al 13 luglio 1999.

## Programma
La manifestazione ha visto cimentarsi atleti in 12 sport (di cui due opzionali):
- Atletica leggera (dettagli)
- Calcio (dettagli)
- Ginnastica artistica (dettagli)
- Ginnastica ritmica (dettagli)
- Judo (dettagli)
- Nuoto (dettagli)
- Pallacanestro (dettagli)
- Pallanuoto (dettagli)
- Pallavolo (dettagli)
- Scherma (dettagli)
- Tennis (dettagli)
- Tuffi (dettagli)
- Vela (dettagli)

## Medagliere
| Medagliere  | Medagliere | Medagliere | Medagliere |
| Nazione     |            |            |            |
| ----------- | ---------- | ---------- | ---------- |
| Stati Uniti | 28         | 17         | 15         |
| Russia      | 14         | 19         | 11         |
| Cuba        | 12         | 4          | 13         |
| Giappone    | 11         | 13         | 17         |
| Cina        | 9          | 5          | 11         |
| Romania     | 9          | 4          | 3          |
| Spagna      | 7          | 7          | 13         |
| Ucraina     | 7          | 7          | 8          |
| Francia     | 7          | 3          | 8          |
| Italia      | 6          | 11         | 8          |